# 1715 en science
| Années de la science : 1712 - 1713 - 1714 - 1715 - 1716 - 1717 - 1718    |
| Décennies de la science : 1680 - 1690 - 1700 - 1710 - 1720 - 1730 - 1740 |

Cet article présente les faits marquants de l'année 1715 en science.

## Événements
- 3 mai : éclipse totale de Soleil sur le sud de l'Angleterre, la Suède et la Finlande[1].

- Projet de fondation d’une Académie des sciences en Russie, inspirée de Leibniz, sur le modèle de l’Académie de Berlin[2].
- Edmond Halley suggère de déterminer l'âge des océans à partir de leur salinité[3].

- Vers 1715, l'horloger George Graham construit un planétaire du type orrery (du nom de Charles Boyle, comte d'Orrery), un appareil montrant les positions relatives des corps du système solaire en utilisant des sphères animées par des engrenages[4].

## Publications
- David Gregory : The elements of astronomy, physical and geometrical[…] Done into English. Premier usage du mot « physique » en anglais dans son sens moderne ; première mention d'une série approximant la loi de Titius-Bode.
- Brook Taylor : Methodus incrementorum directa et inversa. Taylor, connu pour la série, le théorème et le développement qui portent son nom, y jette les bases du calcul des différences finies.
- Raymond Vieussens : Traité nouveau de la structure et des causes du mouvement naturel du cœur, à Toulouse.

## Naissances

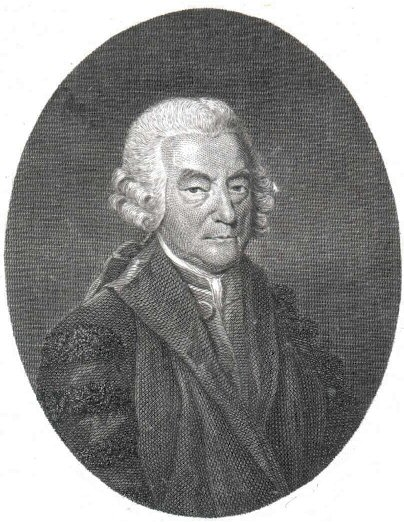
William Watson

- 3 avril : William Watson (mort en 1787), médecin et scientifique anglais.
- 8 juin : Jacobo Walburger, prêtre et jésuite autrichien.
- 22 septembre : Jean-Étienne Guettard (mort en 1786), médecin et scientifique français.
- 8 octobre : Michel Benoist (mort en 1774), jésuite, missionnaire et scientifique français.
- 13 novembre : Dorothea Erxleben (mort en 1762), médecin allemand.
- 23 novembre : Pierre Charles Le Monnier (mort en 1799), astronome français.

## Décès

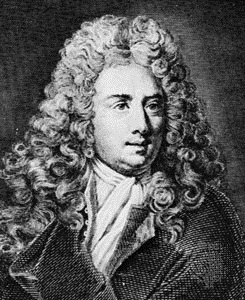
Antoine Galland

- 29 janvier : Bernard Lamy (né en 1640), mathématicien, philosophe et physicien français.
- 17 février : Antoine Galland (né en 1646), orientaliste français, spécialiste de manuscrits anciens et de monnaies.
- Mars : William Dampier (né en 1651), explorateur et hydrographe anglais qui a fait trois fois le tour du globe.
- 15 mai : Thomas Savery (né en 1650), inventeur anglais de la machine à vapeur.
- 21 mai : Pierre Magnol (né en 1638), botaniste français.
- 19 juin : Nicolas Lémery (né en 1645), apothicaire et chimiste français.
- 28 juillet : Jakub Kresa (né en 1648), prêtre jésuite et mathématicien tchèque.
- 16 août : Raymond Vieussens (année de naissance inconnue), anatomiste français.
- 24 septembre : Guillaume Homberg (né en 1652), chimiste néerlandais-français.
- 15 octobre : Humphry Ditton (né en 1675), mathématicien anglais.
- 1er novembre : Shibukawa Shunkai (né en 1637), érudit et astronome japonais.

- Probablement en 1715 :
- Joseph Raphson (né probablement en 1648), mathématicien anglais.